# Mill Valley (Kalifornia)
Mill Valley város az USA Kalifornia államában, Marin megyében. Lakosainak száma 14 231 fő (2020. április 1.).

## Népesség
A település népességének változása:

| 2010 | 13 903 |
| 2020 | 14 231 |